# Tomas Jonsson
Tomas Jonsson (ur. 12 kwietnia 1960  w Falun) – były szwedzki hokeista, reprezentant Szwecji. Trener hokejowy.
Jego syn Robert (ur. 1989) także jest hokeistą.

## Kariera
- Falu IF (1974–1977)
- Modo Hockey (1977–1981)
- New York Islanders (1981–1989)
- Edmonton Oilers (1989)
- Leksands IF (1989–1998)

Wychowanek Falu IF. Następnie przez cztery sezony występował w klubie MODO. W 1981 roku wyjechał do USA i przez osiem sezonów grał w lidze NHL w drużynie Edmonton Oilers. Po powrocie do ojczyzny w latach 1989-1998 przez dziewięć sezonów występował w klubie Leksand. W 1999 roku zakończył karierę rozgrywając jedyny mecz w macierzystym klubie Falu IF.
Dwukrotny medalista olimpijski. Jest brązowym medalistą zimowych igrzysk olimpijskich w Lake Placid, oraz złotym medalistą zimowych igrzysk olimpijskich w Lillehammer.
Uczestniczył w turniejach mistrzostw świata w 1979, 1981, 1986, 1990, 1991, 1995, Canada Cup 1981, 1987 oraz zimowych igrzysk olimpijskich 1980, 1994.

## Sukcesy
Reprezentacyjne
- Złoty medal Mistrzostw Europy juniorów do lat 18: 1977
- Srebrny medal mistrzostw świata juniorów do lat 20: 1978
- Brązowy medal mistrzostw świata juniorów do lat 20: 1979, 1980
- Brązowy medal mistrzostw świata: 1979
- Brązowy medal zimowych igrzysk olimpijskich: 1980
- Srebrny medal mistrzostw świata: 1981, 1986, 1990, 1995
- Złoty medal mistrzostw świata: 1991
- Złoty medal zimowych igrzysk olimpijskich: 1994

Klubowe
- Złoty medal Mistrzostw Szwecji: 1979 z MODO
- Puchar Stanleya: 1982, 1983 z Edmonton Oilers

Indywidualne
- Lill-Strimmas Stipendium – najlepszy obrońca TV-Pucken: 1976
- Årets Junior - najlepszy szwedzki junior sezonu: 1978
- Mistrzostwa Świata Juniorów do lat 20 w 1979: skład gwiazd turnieju
- Sezon Elitserien 1982/1983: skład gwiazd oraz Guldpucken - nagroda dla najlepszego zawodnika sezonu

Wyróżnienia
- Triple Gold Club: 1994
- Galeria Sławy IIHF: 2000

## Kariera szkoleniowa
- Leksand (1998-2000), asystent trenera
- Szwecja, asystent trenera podczas MŚ do lat 20 w 2000
- Falu IF (2000-2007), główny trener
- Szwecja, asystent trenera podczas MŚ do lat 18 w 2004
- Leksand (2007-2009), asystent trenera
- Esbjerg fB Ishockey (2010-2012), główny trener
- Dania (2009-2018), asystent trenera
- Modo Hockey (2016/2017), asystent trenera
- Falu IF (2018-2019), menedżer sportowy
- Falu IF (2019-2020), menedżer generalny